# Puffin yelkouan
Puffinus yelkouan
Espèce
Statut de conservation UICN

 VU A4bcde : Vulnérable
Le Puffin yelkouan ou Puffin de Méditerranée (Puffinus yelkouan) est une espèce d'oiseaux de mer de la famille de Procellariidae. Elle a longtemps été considérée comme une sous-espèce du Puffin des Anglais (Puffinus puffinus), mais il constitue désormais une espèce à part entière.

## Description
Le puffin yelkouan mesure de 30 à 38 cm de long pour une envergure variant de 76 à 89 cm. Il pèse entre 330 et 480 g. Il est très similaire au puffin des Anglais, bien que légèrement plus petit : gris sombre dessus, blanc dessous. Cette similitude est telle qu'il est très difficile de les distinguer avec certitude.

## Comportement

### Vol
Il vole avec les ailes rigides, au ras des vagues, alternant vol battu et longues glissades dans les airs.

### Alimentation
Cet oiseau se nourrit essentiellement de poissons, de crustacés (krill, crevettes) et de céphalopodes (calmars). Il est capable de plonger jusqu'à 40 m de profondeur, mais il peut aussi pêcher en plein vol, attrapant les proies au passage en plongeant le bec dans l'eau. Comme tous les procellariidés, il possède des glandes de dessalage développées, situées dans les narines tubulaires, lui permettant d'éliminer le sel en excès ; ceci lui permet de boire l'eau de mer.

### Reproduction

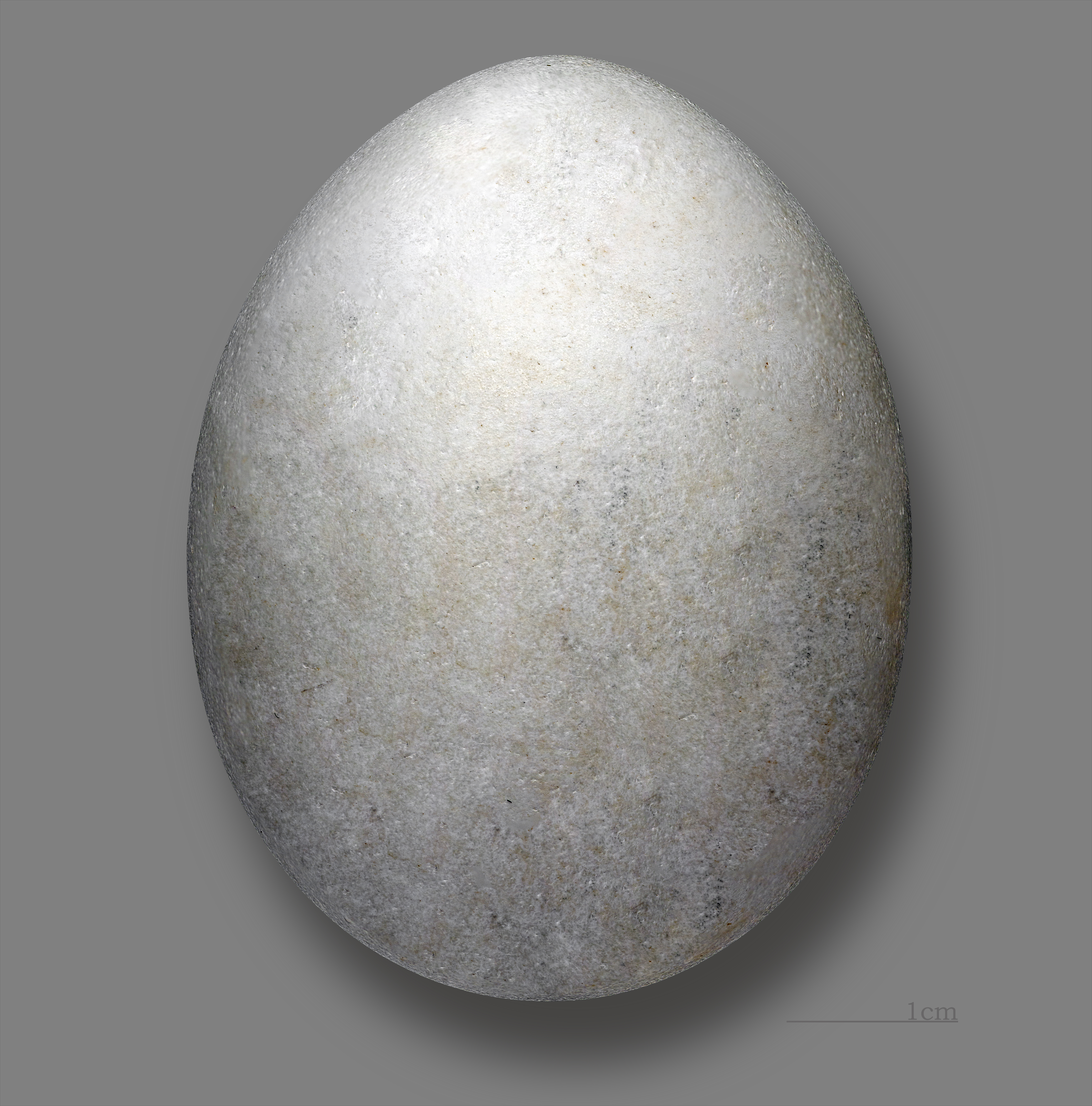
Œuf de Puffin yelkouan (coll.MHNT)

Les individus à la recherche d'un endroit pour nidifier ou d'un partenaire arrivent sur les sites de nidification dès le mois de novembre. Les couples déjà constitués retrouvent le même terrier et le même partenaire chaque année ; ils arrivent sur les lieux en général plus tardivement.
La femelle ne pond qu'un seul œuf par an, entre mars et mai, à même le sol au fond d'une cavité rocheuse ou d'un terrier. L'incubation dure 55 jours ; elle est assurée par les deux parents.
Les premières éclosions ont lieu dès le mois de mai. Les parents se relaient tous les 3 à 4 jours : pendant qu'un des deux couve ou protège les petits, l'autre part en quête de nourriture. Après quelques jours, les deux parents partiront pêcher, ils pourront réaliser plusieurs centaines de kilomètres par jour. Ils attendrons la nuit pour aller dans les nids alimenter leur oisillon, pour éviter que ce dernier soit repéré par les Goélands ou autres prédateurs.

### Longévité
Il peut vivre jusqu'à 23 ans.[réf. nécessaire]

## Répartition et habitat

### Répartition et populations
Le Puffin yelkouan niche du sud de la France et l'est de la Tunisie jusqu'à la Turquie et la Bulgarie. Il est présent, en dehors de la période de nidification, dans toute la Méditerranée et en Mer Noire.
On estime que 95 % de la population mondiale du Puffin yelkouan est présente en Europe. La population qui niche en Europe est estimée à entre 13 000 et 33 000 couples (l'importance de cette fourchette de valeurs est due à la méconnaissance des populations turques de cet oiseau) selon BirdLife International.
La population mondiale est estimée à entre 14 750 et 52 300 couples selon l'UICN.
À la suite de la découverte d’une importante population de plus de 6 500 couples sur l'île du Levant durant la saison de reproduction 2018, il est apparu nécessaire d’étudier quelques colonies afin d’améliorer les connaissances sur la dynamique des populations de cette île et les comparer avec les populations étudiées sur les îles de Port-Cros, et de Porquerolles mais aussi sur celles du parc national des Calanques.
L’île du Levant apparaîtrait donc désormais comme un site d’importance majeure pour la conservation de l’espèce, puisqu’elle représenterait 33% de la population mondiale.

### Habitat
Ces oiseaux sont pélagiques; ils vivent une partie de l'année en pleine mer et ne rejoignent la côte que pour préparer la saison de nidification. Ils nichent en Méditerranée, en général sur des îles, dans des cavités naturelles de la roche ou dans des terriers.

### Migration
Cette espèce présente de nombreux individus qui résident à l'année dans les zones proches de leurs sites de nidification (voir ci-dessus), mais certaines se dispersent en Méditerranée, parfois jusqu'à l'Ouest de Gibraltar, ou vers le Nord-est, jusqu'en Mer Noire.

## Le Puffin yelkouan et l'Homme

### Statut et préservation
Malgré une population mondiale assez peu nombreuse, cette espèce a été classée dans la catégorie sécurisée par BirdLife International, du fait de la stabilité de ses effectifs, sauf à Malte où les colonies de ce Puffin sont décimées par (semble-t-il) les rats, les chats, mais aussi par la pression humaine liée au tourisme, occasionnant dérangements et destruction de l'habitat de cet oiseau.
L'UICN a classé cette espèce dans la catégorie LC (préoccupation mineure).
Au niveau européen, cet oiseau est protégé par la Directive Oiseaux (en annexe I) depuis 1991 et par la Convention de Berne depuis 2002 (en annexe II).

### Taxonomie
Longtemps considéré comme une sous-espèce du Puffin des Anglais, le Puffin yelkouan est considéré comme une espèce à part entière depuis le début des années 1990.
Cette espèce a été récemment (2004) divisée en deux espèces distinctes:
- Puffinus yelkouan (Méditerranée centrale et orientale)
- Puffinus mauretanicus (Méditerranée occidentale)

mais certains auteurs considèrent encore P.mauretanicus comme une sous-espèce du Puffin yelkouan,.

### Étymologie
Puffin viendrait de l'anglais to puff, souffler, et ferait référence à la capacité qu'ont ces oiseaux à projeter par le bec une substance huileuse et nauséabonde. Puffinus est la latinisation de puffin.

Le terme yelkouan est le nom, en Turc, de cet oiseau. Il signifierait âme en peine ; ce serait une référence à ses cris plaintifs et aux légendes liées aux marins perdus en mer.

### Philatélie
La France (1997) et la Bosnie-Herzégovine (2000) ont émis des timbres-poste à l'effigie de cet oiseau (Voir un exemple sur cette page).

### Photos et vidéos
- Galerie Flickr depuis Avibase, P.yelkouan
- Galerie photo depuis CNA, P.yelkouan